# Palác Kinských
Palác Kinských (také palác Goltz-Kinských či Golz-Kinských) je rokoková stavba v Praze na Staroměstském náměstí 606/12. Stojí na jeho východní straně poblíž pomníku Jana Husa, vedle domu U Kamenného zvonu 605/13. Od roku 1964 je kulturní památkou.

## Historie paláce Kinských

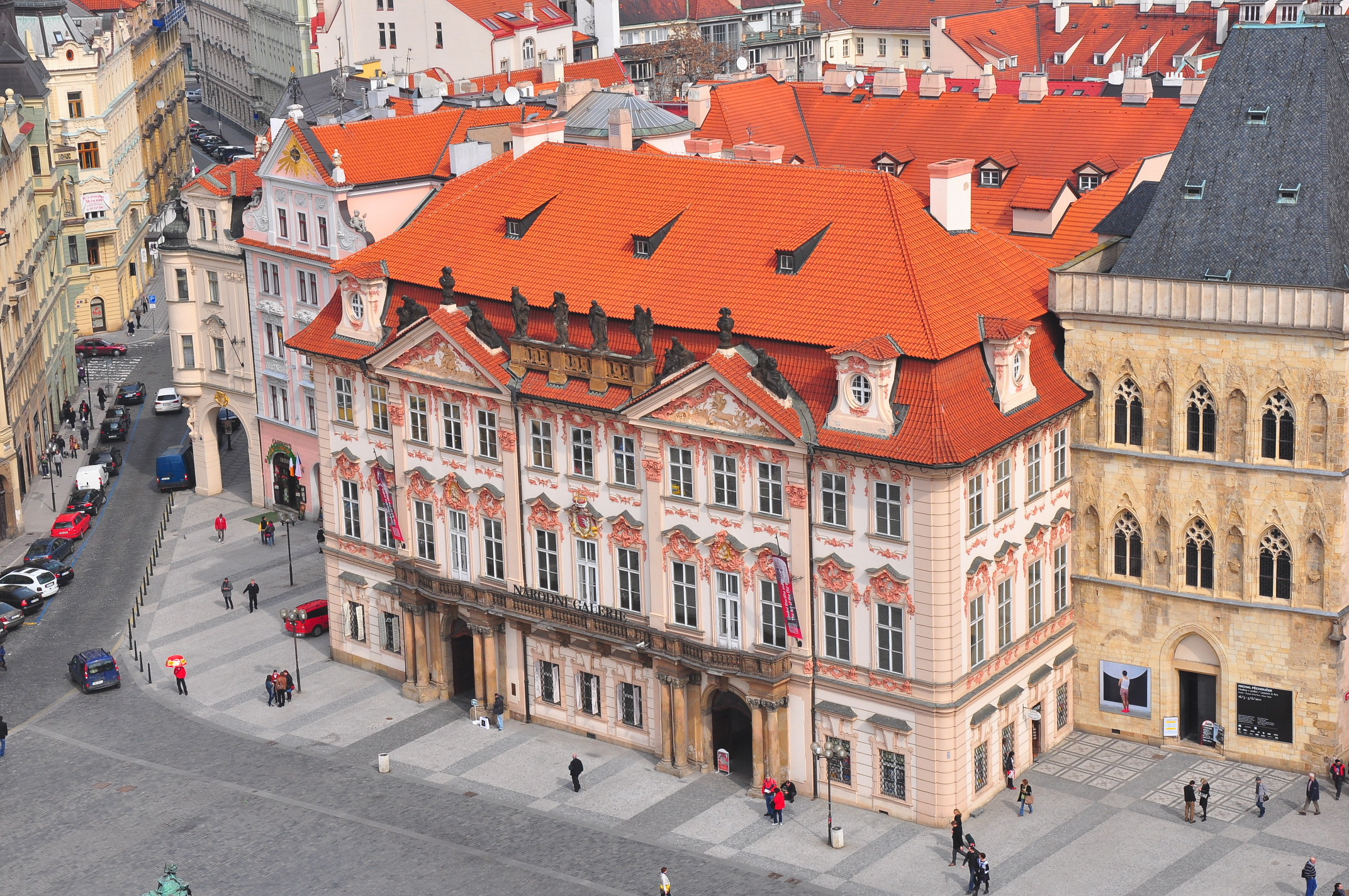
Pohled z věže Staroměstské radnice

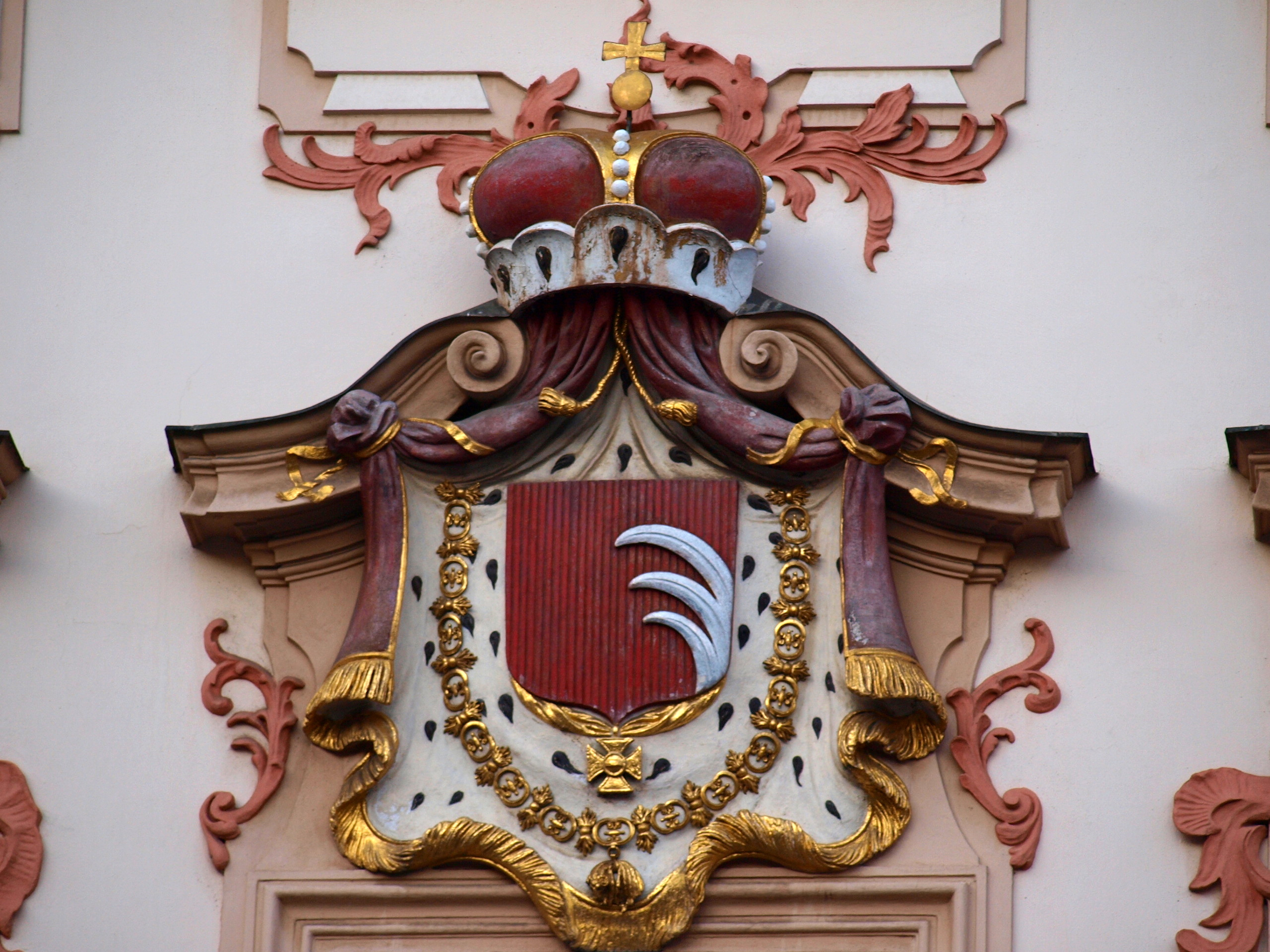
Erb rodu Kinských na průčelí paláce

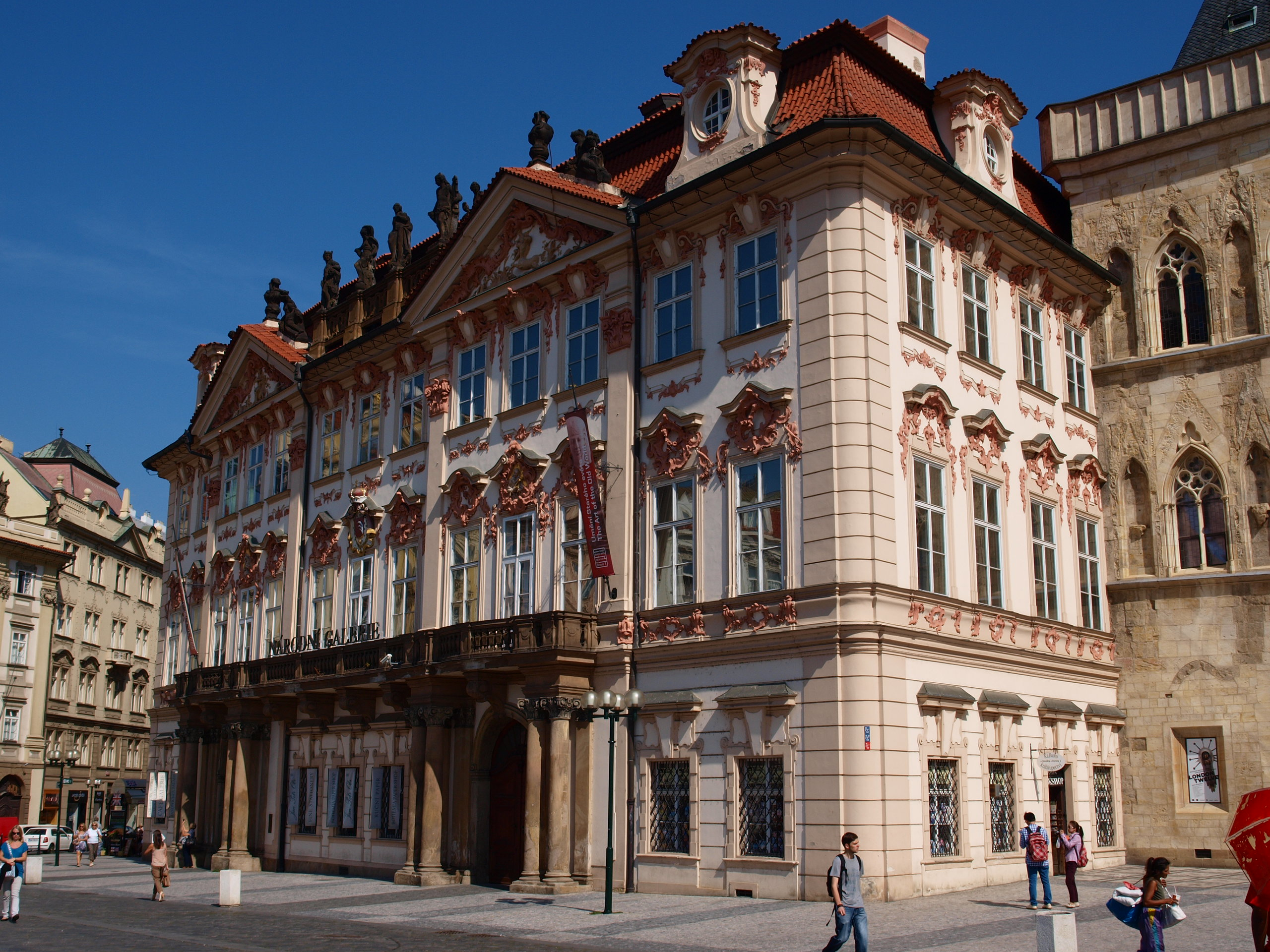
Palác Kinských

Na místě dnešního paláce ve středověku stávaly dva starší domy. V západní části paláce se v podzemí dochovaly zbytky románského domu, severněji pak jiný raně gotický dům. Dnešní rokokový palác byl postaven pro hraběte Jana Arnošta z Goltze († 1765) z pruského rodu Goltzů v letech 1755 až 1765 podle starších plánů Kiliána Ignáce Dientzenhofera a pod vedením architekta Anselma Luraga. Na fasádě provedl bohatou štukovou výzdobu C. G. Bossi. Průčelí je nahoře zakončeno dvěma atikami, které zdobí řada soch. Znázorňují antické bohy a jsou dílem Ignáce Františka Platzera. Dva souměrně umístěné monumentální vchody lemované kamennými sloupy spojuje v prvním patře úzký balkón.
Po smrti hraběte Goltze koupil roku 1768 palác kníže Rudolf Kinský. V době vlastnictví rodu Kinských byly interiéry přestavěny klasicistně. Došlo také k rozšíření paláce o druhý dvůr sevřený mezi třemi křídly v empírovém stylu podle projektu Josefa Krannera. Roku 1835 byl k paláci připojen další dům a palác tak byl rozšířen až do Týnské uličky; ten byl pod Krannerovým vedením přestavěn novobarokně.

## Význam paláce Kinských vhistorii
9. června 1843 se v paláci narodila Bertha Kinská (von Suttnerová), pozdější sekretářka Alfreda Nobela, jež roku 1905 jako první žena obdržela Nobelovu cenu za mír.
Koncem 19. století v budově sídlilo německé gymnázium, kam chodil v letech 1893 až 1901 i Franz Kafka, jehož otec Hermann měl v objektu paláce i svůj obchod, a o dekádu později i František R. Kraus. V meziválečném období bylo v paláci umístěno polské vyslanectví (1922–1934).
V roce 1948 sehrál palác důležitou roli v komunistické propagandě – podle ní 25. února z jeho balkónu pronesl Klement Gottwald svůj historický proslov začínající slovy „Právě jsem se vrátil z Hradu…“ Z balkónu Paláce Kinských ale řečnil Gottwald o čtyři dny dříve, 21. února, a zmiňovaná věta zazněla až na Václavském náměstí z korby nákladního vozu. Vedle Gottwalda stál 21. února na balkóně Vladimír Clementis a spolu byli zachyceni na dobové fotografii. Když byl později Clementis obviněn z pokusu o spiknutí a popraven, stal se pro komunistický režim nežádoucí i na této fotografii; proto byl ze snímku vyretušován.
Roku 1949 se stal palác Kinských sídlem sbírky grafiky Národní galerie v Praze. Na přelomu 60. a 70. let měla v paláci zkušebnu skupina The Plastic People of the Universe pod záštitou Pražského kulturního střediska. V roce 1992 byl spolu se Staroměstským náměstím prohlášen národní kulturní památkou.